# Johann Andreas Buchner
Johann Andreas Buchner (Monaco di Baviera, 6 aprile 1783 – Monaco di Baviera, 5 giugno 1852) è stato un farmacologo tedesco.

## Biografia
Studiò presso l'Istituto farmaceutico di Johann Bartholomäus Trommsdorff ad Erfurt, ottenendo il dottorato di ricerca nel 1807. Nel 1809 diventò Oberapotheker presso il Zentral-Stiftungs-Apotheke (ospedale di Monaco di Baviera). Nel 1818 fu nominato professore associato di farmacia, medicina e di tossicologia presso l'Università di Landshut, dove diventò successivamente professore di farmacia (1822). Quando l'università si trasferì a Monaco di Baviera, si trasferì nella sua città natale, dove visse fino alla sua morte.
Accreditato per aver isolato la salicina dalla corteccia di salice (1828) e la scoperta della berberina (dalla corteccia di Berberis vulgaris).
Fu padre del farmacologo Ludwig Andreas Buchner (1813-1897).

## Opere
- Vollständiger Inbegriff der Pharmacie in ihren Grundlehren und praktischen Theilen: ein Handbuch für Aerzte und Apotheker . Bände: 2 / Bd.1 T.3 / Bd.2 T.4 / Bd.3 T.4 / 7 . Schrag, Nürnberg 1822 - 1828 Digital edition by the University and State Library Düsseldorf